# 依美昔单抗
依美昔单抗（INN：ecromeximab；开发代号：KW2871）是一种嵌合单克隆抗体，正在开发用于治疗恶性黑色素瘤。该药物被用来针对转移性黑色素瘤进行I期临床试验，并在随后与高剂量的干扰素α2b联合进行了II期临床试验。
该药物由协和发酵工业株式会社开发。截至2015年12月，开发已停止。